# 토르그뉘르 로그마드

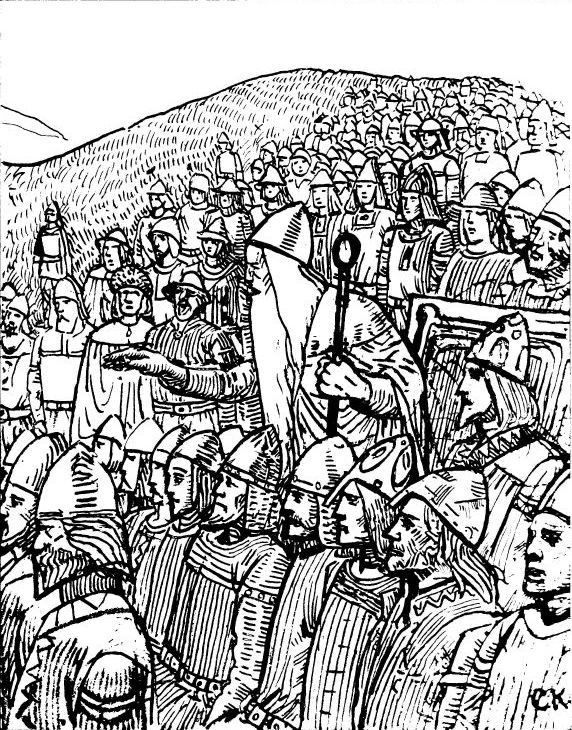
웁살라에서 발언하는 토르그뉘르 로그마드.

토르그뉘르 로그마드(고대 노르드어: Þorgnýr lǫgmaðr)는 중세 초기에 살았던 로그마드들로, 토르그뉘르라는 이름을 가진 로그마드는 세 명 있다. 그 출전은 스노리 스투를루손의 헤임스크링글라, 그리고 그보다는 덜 알려져 있는 스비아인의 대전사 스튀르뵤른의 사트르, 바보 흐로이의 사트르가 있다. 세 명의 토르그뉘르는 모두 티운달란드의 로그마드였으며 스웨덴 왕국을 섬겼다. 이 이야기들이 모두 역사적 사실이라면, 세 명의 토르그뉘르 로그마드는 3대 부자 관계다.
가장 유명한 토르그뉘르는 헤임스크링글라에 그 행적이 전하는 인물로, 스웨덴의 올라프 쇤스키와 노르웨이의 올라프 헬가의 치세에 살았다. 스노리에 따르면, 티운달란드에 토르그뉘르라는 이름의 로그마드가 살았는데, 그 토르그뉘르의 아버지는 토르그뉘르의 아들 토르그뉘르(Þorgnýr Þorgnýrson)이었다. 토르그뉘르의 가계는 오랫동안 티운달란드의 로그마드로서 많은 왕들을 섬겼다. 토르그뉘르는 늙었을 때 스웨덴에서 가장 지혜로운 사람으로 여겨졌으며, 라근발드 울프손의 양부였다.
당시 스웨덴과 노르웨이의 두 명의 올라프 왕이 서로 전쟁을 벌였다. 1018년, 뵤른 스탈라레와 햘티 스케기아손 등 노르웨이 대표단이 웁살라 팅그에 와서 스웨덴 왕녀 잉게게르드 올로프스도테르를 노르웨이 왕비로 내놓으라고 요구했다. 라근발드 울프손도 이를 거들었다. 올로프 쇤스키는 노하여 라근발드를 추방하려 했다. 그러나 라근발드의 양부 토르그뉘르가 스웨덴에서 가장 존경받는 원로로서 라근발드의 역성을 들었다. 토르그뉘르가 조리있게 일장연설을 하자 그 자리의 전원이 박수를 치며 환호했다. 결국 올로프 쇤스키는 딸을 내주겠다고 하며 노르웨이와 평화를 맺었으나, 나중에 그 약속을 어겼다.
올라프 뵤른손의 아들이며 에이리크 인 시그르셀리의 조카인 스튀르뵤른 스테르키에 관한 단편인 스비아인의 대전사 스튀르뵤른의 사트르에는 다른 토르그뉘르 로그마드가 나온다. 이 토르그뉘르 로그마드는 헤임스크링글라의 토르그뉘르 로그마드의 아버지인 것 같다. 이 토르그뉘르는 매우 늙어서 눈도 거의 멀었고, 에이리크와 스튀르뵤른 사이에 벌어진 전쟁에 참여하지 못했다. 하지만 소떼와 말떼가 데인인 군대 쪽을 향해 달려가도록 하여 싸움에 도움을 주었다. 이 가축 떼는 스튀르뵤른 측에 큰 피해를 입혔다.

## 참고 자료
- Theodor Wisén; Birger Nerman (1920), 〈Torgny〉, 《Nordisk familjebok》
- Lagerquist, Lars O. (1997). Sveriges Regenter, från forntid till nutid. Norstedts, Stockholm. ISBN 91-1-963882-5